# Ротинов, Георгий Александрович
Георгий Александрович Ротинов (англ. George Alexander Rotinoff; 11 февраля 1902, Российская империя — 2 мая 1959, Великобритания) — британский инженер армянского происхождения, основатель Rotinoff Motors.

## Биография

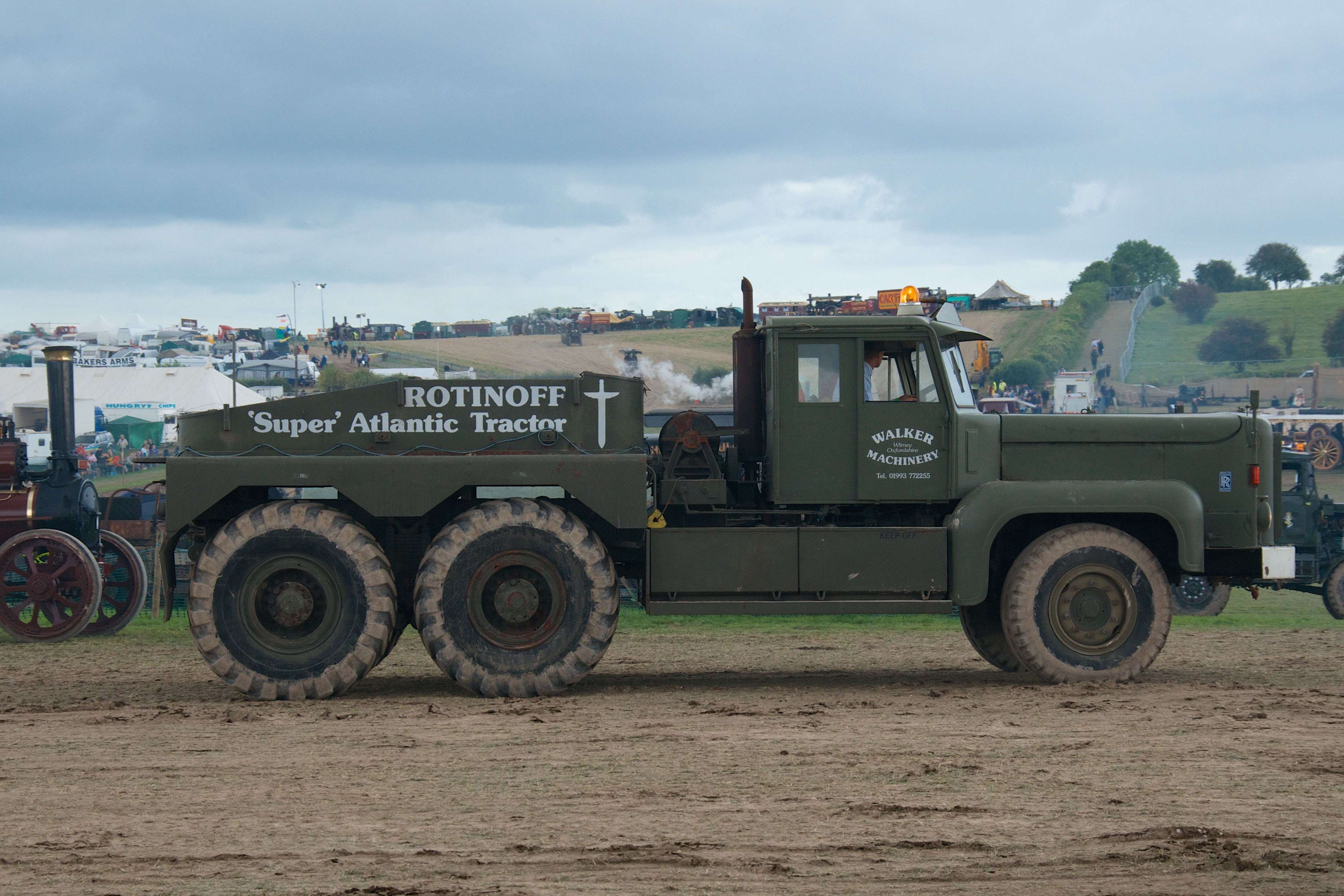
балластный тягач Rotinoff Super Atlantic

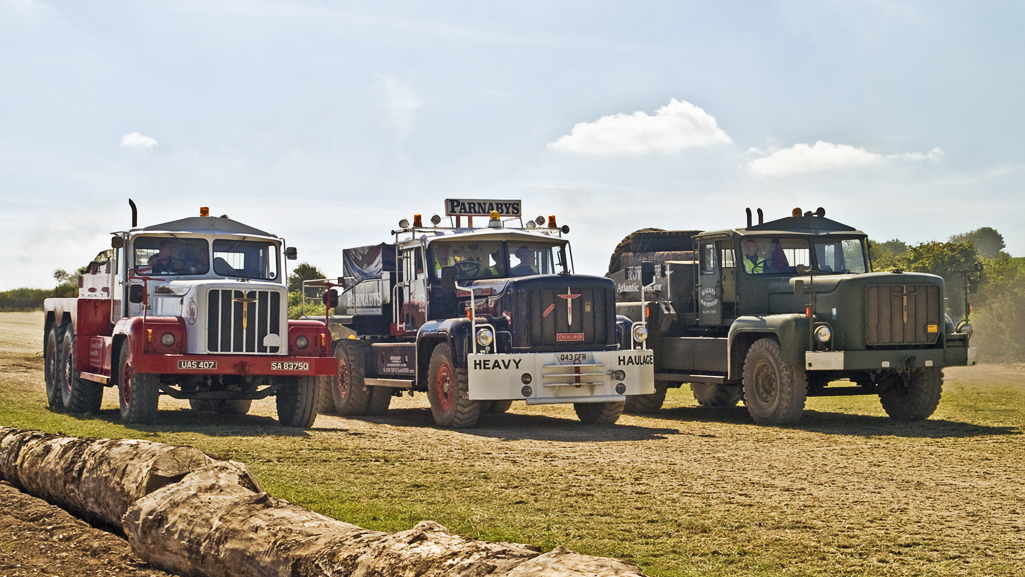
Тягачи Rotinoff Atlantic

Георгий Ротинов родился в Российской империи на территории современной Белоруссии 11 февраля 1902 (1904) года в семье армянского архитектора и инженера Александра Ротиноффа (Александр Ротинян; см. также Ротинян; не путать с Ротинян, Александр Леонович), принимавшего участие в строительстве армянского собора Святых Фаддея и Варфоломея в Баку.
В некоторых источниках присутствует путаница касаемо сведений из биографии Георгия Ротинова. Он ошибочно называется Михаилом Ротиновым или сыном Михаила Ротинова из-за чего следует, что Георгий Ротинов якобы приходится внуком Александру Ротиноффу, что невозможно, так как разница в возрасте составляет 27 лет. Также указываются две даты рождения 1902 и 1904 годы. Скорее всего это связано с отсутствием подробных сведений о нём.
Георгий Ротинов получил образование в Итоне, а затем поступил в Кембридж, чтобы получить степень магистра. Он проходил стажировку на нефтяных месторождениях Румынии и начал свою творческую карьеру со службы во многих частях мира.
Во время своей службы в Dowsett-McKay он инициировал работу этой фирмы по железнодорожным шпалам из предварительно напряженного бетона и по добыче угля открытым способом. Впоследствии он основал собственную строительную компанию, за которой последовали другие фирмы, которые сейчас составляют группу Rotinoff. Затем в последующие годы он посвятил себя в основном машиностроению, основав во время войны мастерскую общего машиностроения.
После войны он занялся проектированием, разработкой и производством тягачей, больших, чем любые предыдущие британские автомобили. Кульминацией стал 400-сильный Rotinoff Super Atlantic, самый мощный дорожный автомобиль в мире, а грузовик Viscount используется на дальних маршрутах в Австралии.
Вплоть до своей смерти Ротинов принимал активное участие в инженерной работе: он сам демонстрировал свои машины в роли танковоза в Швейцарии и других странах.
Умер от сердечного приступа 2 мая 1959 года. У него остались вдова и дочь-сирота.